# Jerry Kernion
Jerry Kernion (Michigan, 23 januari 1965) is een Amerikaans acteur.
Hij debuteerde met een gastrol in Grey's Anatomy. Hij heeft sindsdien nog veel gastrollen vertolkt, maar zijn bekendste rol is die van 'Chef Paolo' in The Suite Life of Zack & Cody. Ook sprak Kernion de stem in van Mr. Henry Fenner in de Disney animatiefilm The Princess and the Frog uit 2009.